# 冒険者たち (楠瀬誠志郎のアルバム)
『冒険者たち』（ぼうけんしゃたち）はCBS・ソニーより1987年4月22日に発売された楠瀬誠志郎2枚目のオリジナル・アルバム。

## 解説
前作『宝島』と似た曲調の楽曲が多いが、前作よりもコーラスを多用しハーモニーに重点を置いた作品。
1曲目〜3曲目は、楠瀬が以前バックコーラスを務めた山下達郎の楽曲のような音程の大きい（度数の大きい）楽曲。
「Island Cruise」というサブタイトルが付いている。

## 収録曲
全作曲：楠瀬誠志郎
1. ～Prologue～冒険者たち
  - 作詞：大川茂／編曲：井上鑑／コーラスアレンジ：山本俊彦
2. トゥ・レ・ジュール-日々の港-
  - 作詞：安則まみ／編曲：井上鑑／コーラスアレンジ：楠瀬誠志郎
3. バニラエッセンス
  - 作詞・コーラスアレンジ：楠瀬誠志郎／編曲：岡田徹
4. 君の選んだ小さな傘
  - 作詞・コーラスアレンジ：杉真理／編曲：岡田徹
    - 上記4曲は、本アルバム中で「- in the day time -」というパート名が付けられている。
5. Sugar Stick-She got married-
  - 作詞：小泉亮／編曲：井上鑑
6. Elevator Town
  - 作詞：小泉亮／編曲：井上鑑
7. Movin' Night
  - 作詞：田口俊／編曲：井上鑑
8. Highway の憂うつ
  - 作詞：楠瀬誠志郎／編曲：井上鑑
9. Thousand Times
  - 作詞：楠瀬誠志郎
    - 上記5曲は、アルバム中で- round about midnight -　というパート名が付けられている。

## 参加ミュージシャン
- 宮崎まさひろ - ドラムス
- 高水健司 - ベース
- 中原信雄 - ベース(#4)
- 今剛 - エレクトリック・ギター
- 吉川忠英 - エレクトリック・ギター
- 鈴木智文 - アコースティック・ギター (#3,#4)
- 井上鑑 - キーボード
- 岡田徹 - キーボード (#3,#4)
- 浜口茂外也 - パーカッション
- 数原晋 - トランペット
- 土岐英史 - サックス
- JOE Strings - ストリングス
- 楠瀬誠志郎 - コーラス
- 杉真理 - コーラス (#4)
- 安則まみ - コーラス (#5)